# Hun Kal (cratère)
Hun Kal est un petit cratère d'impact sur Mercure qui sert de point de référence pour le système de longitude de la planète. La longitude du centre de Hun Kal est définie comme étant de 20° O, établissant ainsi le premier méridien de la planète.

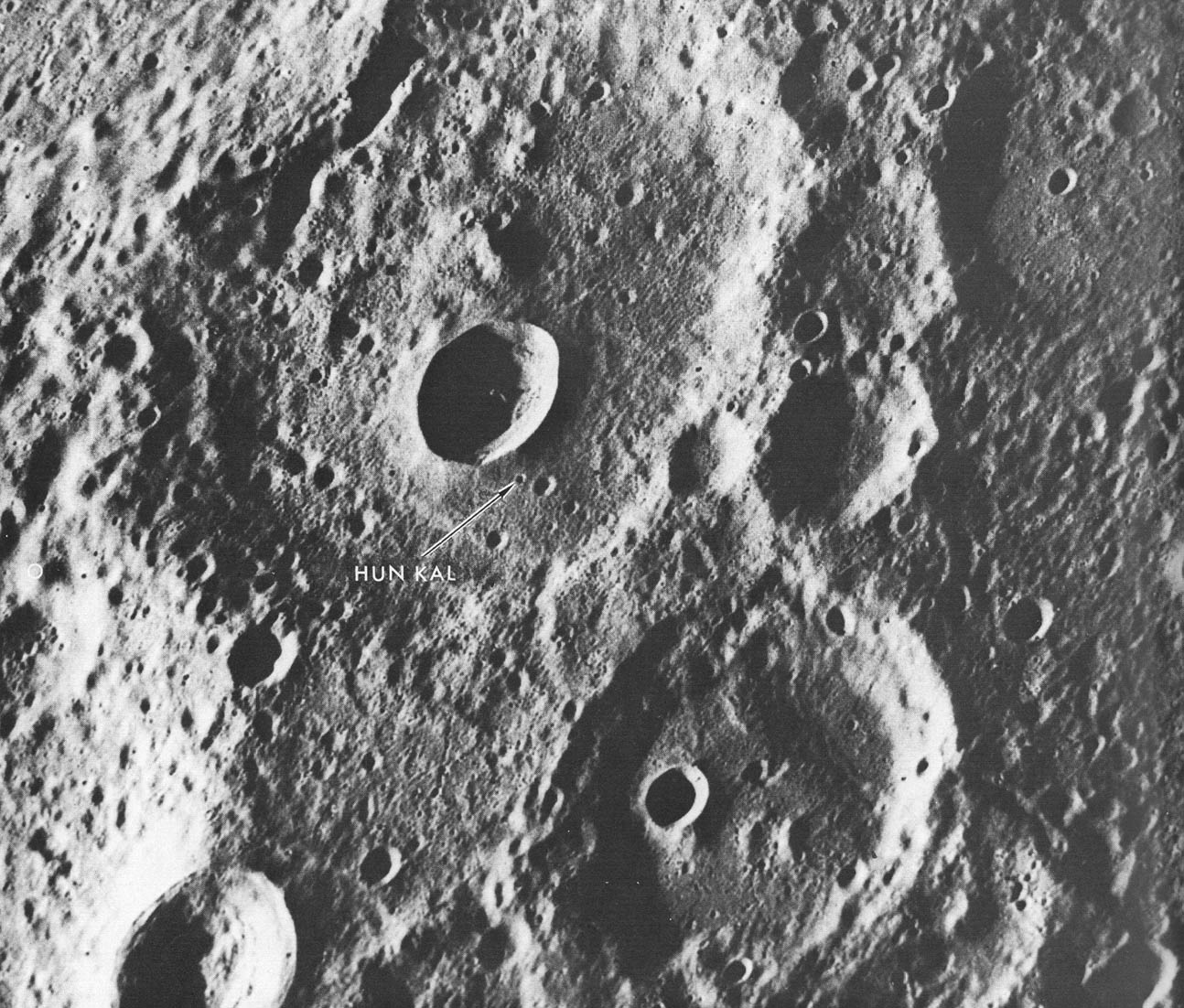
Cette image montre le contexte environnant le cratère de Hun Kal, qui est presque invisiblement minuscule près du centre.

Hun Kal a été choisi comme point de référence car le véritable méridien principal était dans l'ombre lorsque Mariner 10 a photographié la région, cachant tout élément proche de 0° de longitude.
Hun Kal a un diamètre d'environ 1,5km de diamètre.
Le nom «Hun Kal» signifie «20» dans la langue des Mayas.